# Bannock Peak (Wyoming)
Der Bannock Peak ist ein Berg im nordwestlichen Teil des Yellowstone-Nationalparks im US-Bundesstaat Wyoming. Sein Gipfel hat eine Höhe von 3149 m. Er befindet sich wenige Kilometer südlich der Grenze zum Bundesstaat Montana und ist Teil der Gallatin-Range in den Rocky Mountains.